# Black/Red
Black/Red è il dodicesimo album in studio del gruppo rock gallese Feeder, pubblicato il 5 aprile 2024 tramite Big Teeth Music, Townsend Music e Absolute Label Services. Un doppio album, che completa una trilogia iniziata con il suo predecessore, Torpedo del 2022.
Il cantante, cantautore e chitarrista Grant Nicholas ha detto che la decisione di pubblicare il disco come doppio album è stata presa pensando all'ascoltatore, descrivendolo come "quasi come una produzione musicale con un intervallo". Ha anche descritto la scrittura dell'album come un "pellegrinaggio musicale" e un "lavoro d'amore", che ha portato alla realizzazione del disco di Unnegable Feeder.
Nicholas ha affermato che The Knock è una "canzone su un'autostrada o strada della vita e sul viaggio in cui può portarci e sulle sfide che affrontiamo lungo il percorso". Inoltre, ha detto di avere "un'immagine visiva molto chiara per Soldiers of Love", quasi come la colonna sonora di un film. È la prima volta che registriamo le cornamuse su una traccia dei Feeder poiché sentivamo che avrebbero aggiunto al leggero tocco celtico; originariamente sarebbe dovuta rimanere più una traccia in stile acustico, ma sentivo che la canzone avrebbe potuto essere più cinematografica e più grandiosa dal punto di vista sonoro."
L'album è stato supportato da un tour nel Regno Unito fino al marzo 2024. È iniziato il 2 marzo al Junction di Cambridge e si è concluso il 28 marzo al Roundhouse di Londra.

## Tracce

### Black
1. Droids – 1:06
2. ELF – 3:58
3. Playing with Fire – 3:23
4. Vultures – 3:47
5. Sahara – 4:54
6. Hey You – 3:36
7. The Knock – 3:32
8. Perfume – 3:46
9. AI Man – 3:43

### Red
1. Sleeping Dogs Lie – 3:53
2. Scream – 3:48
3. Submarine – 4:05
4. Lost in the Wilderness – 3:25
5. Memory Loss – 3:57
6. Unconditional – 3:08
7. Here Comes the Hurricane – 3:34
8. Soldiers of Love – 4:11
9. Ghosts on Parade – 4:18